# Đội tuyển bóng đá quốc gia Albania

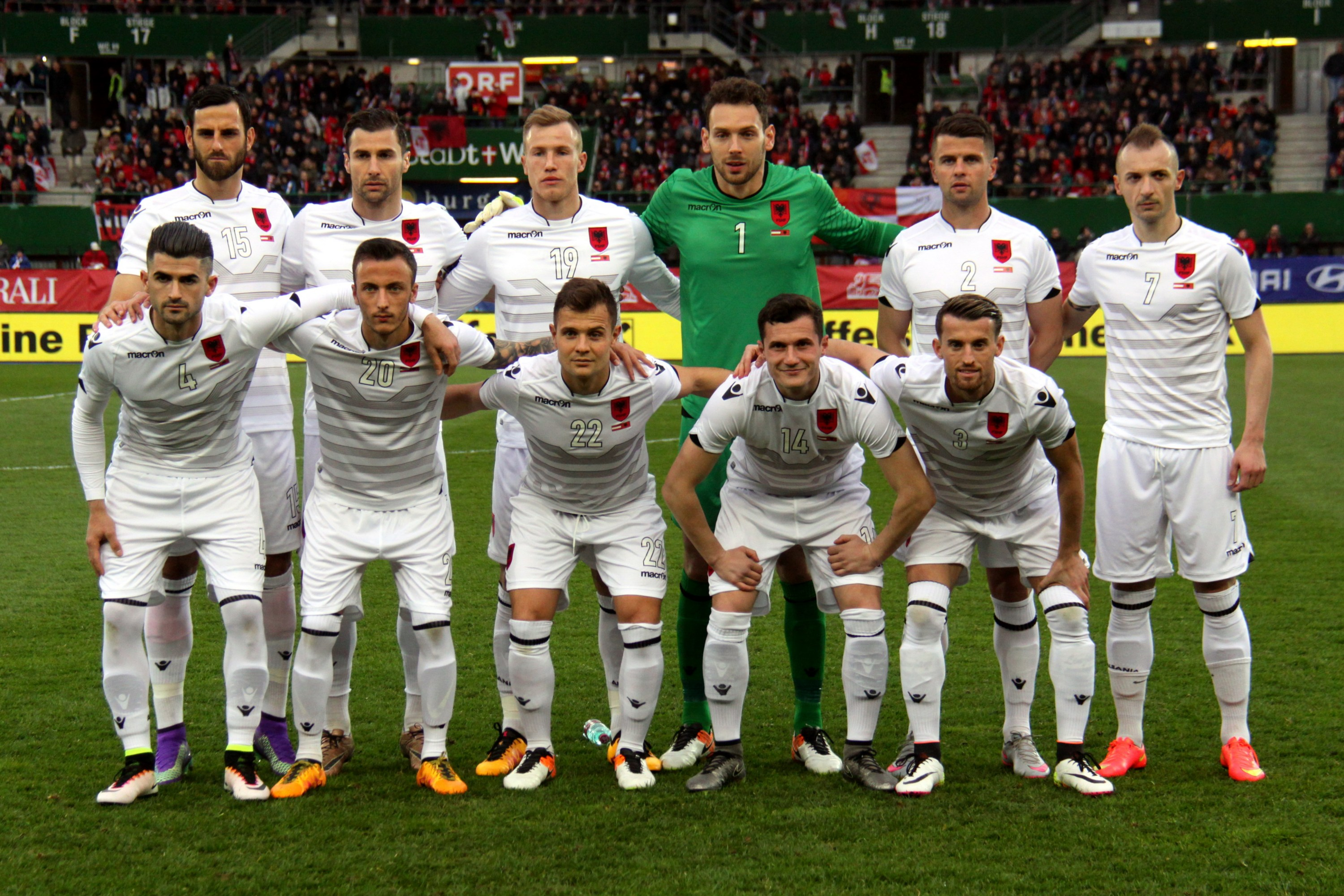
Đội tuyển bóng đá quốc gia Albania (2016)

Đội tuyển bóng đá quốc gia Albania (tiếng Albania: Kombëtarja shqiptare e futbollit) là đội tuyển cấp quốc gia của Albania do Hiệp hội bóng đá Albania quản lý.
Được thành lập vào 6 tháng 6 năm 1930, đến 16 năm sau đội tuyển Albania mới có trận đấu quốc tế đầu tiên, gặp Nam Tư năm 1946. Năm 1932, Albania gia nhập FIFA (trong phiên họp từ 12 tháng 6 đến 16 tháng 6) và năm 1954 là một trong những thành viên sáng lập UEFA. Albania từng được mời tham dự World Cup 1934, tuy nhiên do những khó khăn về tổ chức nên đã không tham dự.
Ở cấp độ bóng đá trẻ, Albania có các đội tuyển dưới 21 tuổi (U21), dưới 19 tuổi (U19) và dưới 17 tuổi (U17). Đội tuyển thành công nhất là lứa tuổi 21. Tại vòng chung kết giải vô địch châu Âu U21 năm 1984, Albania đã lọt vào đến tận tứ kết và chỉ chịu thua Ý 0–2 sau 2 lượt đấu. Đó là đội bóng duy nhất của Albania ở mọi cấp độ lọt vào vòng chung kết một giải đấu lớn. Hiện giờ Albania chưa có đội tuyển  bóng đá nữ nhưng đang cố gắng thành lập.
Hầu hết các trận đấu của đội tuyển bóng đá Albania diễn ra trên sân vận động Qemal Stafa và hiện tại là Arena Kombëtare. Sân vận động đa năng này được xây từ thập niên 1930 và ngày nay phục vụ chủ yếu cho các trận bóng đá. Sân vận động với sức chứa 25.000 khán giả với 15.000 ghế ngồi. Albania còn sử dụng sân vận động Loro-Boriçi tại Shkodra, nơi họ có vài trận đấu thành công đáng nhớ như trận thắng Nga 3–1 tại vòng loại Euro 2004. Có tin rằng Hiệp hội bóng đá Albania đang có kế hoạch xây dựng một sân vận động tại thủ đô Tirana với sức chứa khoảng 40.000 chỗ ngồi.
Huấn luyện viên Josip Kuže người Croatia từng dẫn dắt đội tuyển Albania có chiến thắng đậm nhất trước Síp, 6–1 trong một trận giao hữu.
Đội đã từng 2 lần tham dự giải vô địch bóng đá châu Âu là vào các năm 2016 và 2024, tuy nhiên đều không vượt qua được vòng bảng.

## Thành tích tại các giải đấu

### Giải vô địch thế giới
| Năm           | Thành tích               |
| ------------- | ------------------------ |
| 1930 đến 1962 | Không tham dự            |
| 1966          | Không vượt qua vòng loại |
| 1970          | FIFA không cho tham dự   |
| 1974          | Không vượt qua vòng loại |
| 1978          | Không tham dự            |
| 1982 đến 2022 | Không vượt qua vòng loại |

### Giải vô địch châu Âu
Albania có 2 lần tham dự vòng chung kết Giải vô địch bóng đá châu Âu vào các năm 2016 và 2024. Ở cả 2 lần góp mặt, đội đều dừng bước từ vòng bảng.
| Năm           | Thành tích               | Số trận                  | Thắng                    | Hòa                      | Thua                     | Bàn thắng                | Bàn thua                 |
| ------------- | ------------------------ | ------------------------ | ------------------------ | ------------------------ | ------------------------ | ------------------------ | ------------------------ |
| 1960          | Không tham dự            | Không tham dự            | Không tham dự            | Không tham dự            | Không tham dự            | Không tham dự            | Không tham dự            |
| 1964 đến 1972 | Không vượt qua vòng loại | Không vượt qua vòng loại | Không vượt qua vòng loại | Không vượt qua vòng loại | Không vượt qua vòng loại | Không vượt qua vòng loại | Không vượt qua vòng loại |
| 1976 đến 1980 | Không tham dự            | Không tham dự            | Không tham dự            | Không tham dự            | Không tham dự            | Không tham dự            | Không tham dự            |
| 1984 đến 2012 | Không vượt qua vòng loại | Không vượt qua vòng loại | Không vượt qua vòng loại | Không vượt qua vòng loại | Không vượt qua vòng loại | Không vượt qua vòng loại | Không vượt qua vòng loại |
| 2016          | Vòng 1                   | 3                        | 1                        | 0                        | 2                        | 1                        | 3                        |
| 2020          | Không vượt qua vòng loại | Không vượt qua vòng loại | Không vượt qua vòng loại | Không vượt qua vòng loại | Không vượt qua vòng loại | Không vượt qua vòng loại | Không vượt qua vòng loại |
| 2024          | Vòng 1                   | 3                        | 0                        | 1                        | 2                        | 3                        | 5                        |
| 2028          | Chưa xác định            | Chưa xác định            | Chưa xác định            | Chưa xác định            | Chưa xác định            | Chưa xác định            | Chưa xác định            |
| 2032          | Chưa xác định            | Chưa xác định            | Chưa xác định            | Chưa xác định            | Chưa xác định            | Chưa xác định            | Chưa xác định            |
| Tổng cộng     | 2 lần vòng bảng          | 6                        | 1                        | 1                        | 4                        | 4                        | 8                        |

### UEFA Nations League
| Thành tích tại UEFA Nations League | Thành tích tại UEFA Nations League | Thành tích tại UEFA Nations League | Thành tích tại UEFA Nations League | Thành tích tại UEFA Nations League | Thành tích tại UEFA Nations League | Thành tích tại UEFA Nations League | Thành tích tại UEFA Nations League | Thành tích tại UEFA Nations League | Thành tích tại UEFA Nations League | Thành tích tại UEFA Nations League | Thành tích tại UEFA Nations League |
| Mùa giải                           | Giải đấu                           | Bảng                               | Thành tích                         | Pos                                | Pld                                | W                                  | D                                  | L                                  | GF                                 | GA                                 |                                    |
| ---------------------------------- | ---------------------------------- | ---------------------------------- | ---------------------------------- | ---------------------------------- | ---------------------------------- | ---------------------------------- | ---------------------------------- | ---------------------------------- | ---------------------------------- | ---------------------------------- | ---------------------------------- |
| 2018–19                            | C                                  | 1                                  | Vòng bảng                          | 3rd                                | 4                                  | 1                                  | 0                                  | 3                                  | 1                                  | 8                                  |                                    |
| 2020–21                            | C                                  | 4                                  | Vòng bảng                          | 1st                                | 6                                  | 3                                  | 2                                  | 1                                  | 8                                  | 4                                  |                                    |
| 2022–23                            | B                                  | 2                                  | Vòng bảng                          | 3rd                                | 4                                  | 0                                  | 2                                  | 2                                  | 4                                  | 6                                  |                                    |
| Tổng cộng                          | Tổng cộng                          | Tổng cộng                          | 3 lần vòng bảng                    | 3/3                                | 14                                 | 4                                  | 4                                  | 6                                  | 13                                 | 18                                 |                                    |

## Đội hình hiện tại
Đội hình tham dự UEFA Euro 2024.

Số liệu thống kê tính đến 24 tháng 6 năm 2024 sau trận gặp Tây Ban Nha.
| Số | VT | Cầu thủ                     | Ngày sinh (tuổi)  | Trận | Bàn | Câu lạc bộ       |
| -- | -- | --------------------------- | ----------------- | ---- | --- | ---------------- |
| 1  | TM | Etrit Berisha               | 10 tháng 3, 1989  | 81   | 0   | Empoli           |
| 12 | TM | Elhan Kastrati              | 2 tháng 2, 1997   | 2    | 0   | Cittadella       |
| 23 | TM | Thomas Strakosha            | 19 tháng 3, 1995  | 31   | 0   | Brentford        |
|    |    |                             |                   |      |     |                  |
| 2  | HV | Iván Balliu                 | 1 tháng 1, 1992   | 14   | 0   | Rayo Vallecano   |
| 3  | HV | Mario Mitaj                 | 6 tháng 8, 2003   | 17   | 0   | Lokomotiv Moscow |
| 4  | HV | Elseid Hysaj (đội phó)      | 2 tháng 2, 1994   | 86   | 2   | Lazio            |
| 5  | HV | Arlind Ajeti                | 25 tháng 9, 1993  | 29   | 1   | CFR Cluj         |
| 6  | HV | Berat Djimsiti (đội trưởng) | 19 tháng 2, 1993  | 61   | 1   | Atalanta         |
| 13 | HV | Enea Mihaj                  | 5 tháng 7, 1998   | 19   | 0   | Famalicão        |
| 18 | HV | Ardian Ismajli              | 30 tháng 9, 1996  | 38   | 2   | Empoli           |
| 24 | HV | Marash Kumbulla             | 8 tháng 2, 2000   | 19   | 0   | Sassuolo         |
| 25 | HV | Naser Aliji                 | 27 tháng 12, 1993 | 14   | 0   | Voluntari        |
|    |    |                             |                   |      |     |                  |
| 8  | TV | Klaus Gjasula               | 14 tháng 12, 1989 | 29   | 1   | Darmstadt 98     |
| 10 | TV | Nedim Bajrami               | 28 tháng 2, 1999  | 26   | 5   | Sassuolo         |
| 14 | TV | Qazim Laçi                  | 19 tháng 1, 1996  | 30   | 4   | Sparta Prague    |
| 16 | TV | Medon Berisha               | 21 tháng 10, 2003 | 2    | 0   | Lecce            |
| 17 | TV | Ernest Muçi                 | 19 tháng 3, 2001  | 12   | 3   | Beşiktaş         |
| 20 | TV | Ylber Ramadani              | 12 tháng 4, 1996  | 38   | 1   | Lecce            |
| 21 | TV | Kristjan Asllani            | 9 tháng 3, 2002   | 23   | 2   | Inter Milan      |
| 22 | TV | Amir Abrashi                | 27 tháng 3, 1990  | 50   | 1   | Grasshoppers     |
|    |    |                             |                   |      |     |                  |
| 7  | TĐ | Rey Manaj                   | 24 tháng 2, 1997  | 37   | 8   | Sivasspor        |
| 9  | TĐ | Jasir Asani                 | 19 tháng 5, 1995  | 16   | 4   | Gwangju          |
| 11 | TĐ | Armando Broja               | 10 tháng 9, 2001  | 23   | 5   | Fulham           |
| 15 | TĐ | Taulant Seferi              | 15 tháng 11, 1996 | 21   | 3   | Baniyas          |
| 19 | TĐ | Mirlind Daku                | 1 tháng 1, 1998   | 6    | 1   | Rubin Kazan      |
| 26 | TĐ | Arbër Hoxha                 | 6 tháng 10, 1998  | 7    | 0   | Dinamo Zagreb    |

### Triệu tập gần đây
Dưới đây là tên các cầu thủ được triệu tập trong vòng 12 tháng.
| Số | VT               | Cầu thủ           | Ngày sinh (tuổi) | Trận | Bàn                 | Câu lạc bộ                          |
| -- | ---------------- | ----------------- | ---------------- | ---- | ------------------- | ----------------------------------- |
| TM | Simon Simoni     | 14 tháng 7, 2004  | 0                | 0    | Eintracht Frankfurt | UEFA Euro 2024PRE                   |
| TM | Alen Sherri      | 15 tháng 12, 1997 | 1                | 0    | Egnatia             | v. Thụy Điển, 25 March 2024         |
|    |                  |                   |                  |      |                     |                                     |
| HV | Frédéric Veseli  | 20 tháng 11, 1992 | 45               | 0    | Fatih Karagümrük    | v. Thụy Điển, 25 March 2024         |
| HV | Jon Mersinaj     | 8 tháng 2, 1999   | 1                | 0    | Lokomotiva          | v. Thụy Điển, 25 March 2024         |
|    |                  |                   |                  |      |                     |                                     |
| TV | Keidi Bare       | 28 tháng 8, 1997  | 29               | 2    | Espanyol            | v. Thụy Điển, 25 March 2024         |
| TV | Odise Roshi      | 21 tháng 5, 1991  | 71               | 5    | Sakaryaspor         | v. Ba Lan, 10 September 2023        |
|    |                  |                   |                  |      |                     |                                     |
| TĐ | Sokol Cikalleshi | 27 tháng 7, 1990  | 60               | 13   | Konyaspor           | v. Thụy Điển, 25 March 2024RET      |
| TĐ | Arbnor Muçolli   | 15 tháng 9, 1999  | 6                | 0    | IFK Göteborg        | v. Thụy Điển, 25 March 2024INJ      |
| TĐ | Myrto Uzuni      | 31 tháng 5, 1995  | 35               | 5    | Granada             | v. Chile, 22 March 2024             |
| TĐ | Arbnor Muja      | 29 tháng 11, 1998 | 5                | 0    | Samsunspor          | v. Quần đảo Faroe, 20 November 2023 |
| TĐ | Marvin Çuni      | 10 tháng 7, 2001  | 1                | 0    | Frosinone           | v. Bulgaria, 17 October 2023        |

- = Không được triệu tập do chấn thương.
- PRE = Đội hình sơ bộ.